# ستيفان زياني
ستيفان زياني (بالفرنسية: Stéphane Ziani)‏ هو لاعب كرة قدم ومدرب كرة قدم فرنسي في مركز الوسط، ولد في 9 ديسمبر 1971 في نانت في فرنسا. شارك مع منتخب بريتاني لكرة القدم. أما مع النوادي، فقد لعب مع جيروندان بوردو وديبورتيفو لاكورونيا وستاد رين ونادي أجاكسيو ونادي الفجيرة ونادي باستيا ونادي سيرفيت ونادي لانس ونادي ليبورن ونادي نانت.

## وصلات خارجية
- ستيفان زياني على موقع رابطة كرة القدم الفرنسية للمحترفين (الإنجليزية)
- ستيفان زياني على موقع قاعدة بيانات كرة القدم.إي يو (الإنجليزية)
- ستيفان زياني على موقع ليكيب (الفرنسية)
- ستيفان زياني على موقع Soccerbase.com (لاعب) (الإنجليزية)
- ستيفان زياني على موقع Soccerway.com (الإنجليزية)
- ستيفان زياني على موقع عالم كرة القدم.نت (الإنجليزية)